# Tim Houston
Timothy Jerome Houston dit Tim Houston, né le 10 avril 1970 à Halifax (Nouvelle-Écosse), est un comptable et homme politique canadien, membre du Parti progressiste-conservateur de la Nouvelle-Écosse. Il est élu premier ministre de la Nouvelle-Écosse lors des élections de 2021.

## Biographie
Il est élu député de la circonscription de Pictou-Est à l'Assemblée législative de la Nouvelle-Écosse à l'élection de 2013 et réélu en 2017.
Le 27 octobre 2018, il est élu à la tête du Parti progressiste-conservateur de Nouvelle-Écosse.
Lors des élections générales de 2021, organisées dans le contexte de la pandémie de Covid-19, son parti remporte le scrutin et il devient premier ministre d'un gouvernement majoritaire en Nouvelle-Écosse.

### Vie privée
Houston vit dans le comté de Pictou avec sa femme Carol et leurs enfants Paget et Zachary.